# Insurgent
Insurgent è un romanzo di fantascienza distopica per giovani adulti del 2012 di Veronica Roth, secondo libro della "trilogia Divergent", serie iniziata con Divergent e finita con Allegiant. È stato pubblicato negli Stati Uniti il 1º maggio 2012 e in Italia, per la De Agostini, il 30 novembre 2013. Il romanzo riparte esattamente da dove si era interrotto l'ultimo capitolo di Divergent. 
Dal romanzo è stato tratto il film The Divergent Series: Insurgent.

## Trama
I quattro protagonisti, Tris, Tobias, Marcus e Caleb, arrivano presso la fazione dei Pacifici, dove trovano asilo consegnando le armi e adeguandosi al modo di vita di quella fazione, che rimane neutrale rispetto ai conflitti tra le altre fazioni. 
 Una delegazione di Intrepidi ed Eruditi arriva però al quartier generale dei Pacifici per catturare i fuggitivi, ma questi ultimi riescono a scappare, tornando in città. Giunti all'interno della città, essi devono nascondersi presso gli Esclusi, dove trovano asilo grazie al loro capo, che si scopre essere la madre creduta morta di Quattro, Evelyn. Il libro è incentrato sull'organizzazione da parte degli Esclusi, e dei dissidenti delle altre fazioni, per riprendere il potere all'interno della città, che ormai è detenuto dagli Eruditi.
A un certo punto, Tris e Tobias decidono di recarsi verso il quartier generale dei Candidi, dove vengono raccolti gli Intrepidi non alleati con gli Eruditi. 
 Dopo essere stati arrestati, processati e in seguito liberati, Tris e Tobias collaborano con gli altri Intrepidi per fare un attentato agli Eruditi, durante il quale Tris scopre che anche Uriah, un suo amico facente parte degli Intrepidi, è un Divergente. 
 Dopo essere sopravvissuti all’attacco di alcuni Intrepidi alleati degli Eruditi, che hanno sparato degli strani dischi di metallo addosso ai Candidi e agli Intrepidi leali, e dopo aver catturato Eric per poi giustiziarlo, tutti gli Intrepidi rimasti tornano al loro quartier generale, non avendo più bisogno della protezione dei Candidi. Qui, però, si scopre che chi non è Divergente ed è stato colpito dal disco di metallo, può essere facilmente controllato a distanza dagli Eruditi, per cui Tris si trova costretta a dover scegliere se salvare dal suicidio Hector, fratello minore di Lynn (ragazza Intrepida), oppure Marlene (ragazza Intrepida che si frequenta con Uriah), entrambi finiti sotto simulazione e quindi controllati a distanza da Jeanine, la capo-fazione degli Eruditi. 
 Sotto la minaccia della possibile morte suicida di altri Intrepidi con ancora il siero di simulazione attivabile nelle vene, Tris decide di recarsi presso il quartier generale degli Eruditi per consegnarsi a Jeanine, la quale vuole fare una serie di esperimenti tramite simulazioni per studiare il suo cervello e capire l’origine della sua Divergenza. Successivamente, anche Tobias si consegna, qualche giorno dopo, agli Eruditi, con un piano segreto per poter salvare la ragazza che ama. Il piano però non andrà subito a buon fine poiché Tris, in preda a un impeto di rabbia, attacca Jeanine firmando così la sua condanna a morte. In tutto ciò, la ragazza scoprirà che suo fratello Caleb ha collaborato con Jeanine e che l'accompagnerà a morire. Verrà rivelato poi, dopo la presunta “esecuzione” di Tris, che il siero che l’avrebbe dovuta uccidere era stato scambiato con un siero paralizzante da Peter, nel frattempo alleatosi con gli Eruditi, poiché egli non accettava il fatto di avere conti in sospeso con lei. Tris, Tobias e Peter riescono dunque a scappare dalla residenza degli Eruditi, tornando dagli Abneganti, le cui case sono state ormai occupate dagli Esclusi capeggiati da Evelyn.
Gli Intrepidi, alleatisi con gli Esclusi, escogitano un piano per cogliere di sorpresa gli Eruditi. 
 All'insaputa di Tobias, Evelyn e il resto del gruppo, Tris, Christina, Cara e Marcus si dirigono al quartiere degli Eruditi, decisi a cercare l'informazione per cui Jeanine ha attaccato gli Abneganti
Tris, dopo aver affrontato in un duello la sua copia Erudita, il tutto reso possibile da una simulazione, riesce ad entrare nell'ufficio di Jeanine dove incontra Tori, che sta cercando di uccidere il tiranno degli Eruditi. Tris, in un primo momento, cerca di impedire a Tori di uccidere Jeanine perché, altrimenti, non potrebbe estorcerle i codici per poter scovare nel suo computer l'informazione necessaria a svelare il mistero dell'attentato agli Abneganti. La cosa però non riesce e Jeanine viene uccisa da Tori con due pugnalate nello stomaco, il tutto per vendicare il presunto assassinio di suo fratello, George, che si era scoperto essere un Divergente.
Alla fine, Tris viene arrestata insieme ai collaboratori di Marcus e ai pochi Eruditi rimasti in vita e, dopo aver assistito al decesso di Lynn, morta per una ferita da arma da fuoco nella pancia, incontra Tobias. Insieme, i due ragazzi scoprono che ora gli Esclusi sono entranti in possesso delle armi Intrepide e che il potere, adesso, è nelle mani di Evelyn. Inoltre, Tobias è riuscito a trovare l'informazione che Jeanine custodiva gelosamente nel suo computer, racchiusa in un video. Alla fine, il ragazzo decide di proiettare il misterioso video per permettere a tutti gli abitanti della città di scoprire finalmente la verità.
Il video, presentato da una certa Edith Prior, antenata di Tris, racconta che la città non è altro che un esperimento per eliminare la violenza celata all'esterno della recinzione. Gli Abneganti, gli unici in possesso di questa informazione, avrebbero dovuto svelare la verità al resto della città una volta raggiunto un consistente numero di Divergenti nella popolazione. Alla fine del video, la presentatrice, Edith Prior, spiega che le verrà resettata la memoria perché ci sono molte cose che vuole dimenticare.

## Trasposizione cinematografica
Dal romanzo è stato tratto il film The Divergent Series: Insurgent, uscito in Italia il 18 marzo 2015.